# Kid Alex

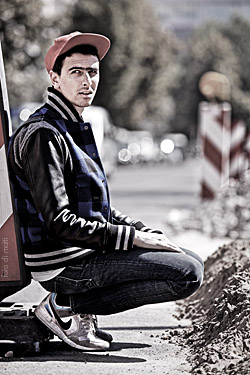
Alexander Ridha, AKA Boys Noize, Berlin 2009

Kid Alex war ein Produzenten-Duo in der elektronischen Musikszene. Kid Alex bestand aus den beiden Personen Alexander Ridha (Boys Noize) und Andreas Meid.

## Karriere
Ridha war 1999 als Resident-DJ im Hamburger House-Club La Cage tätig und tat sich im selben Jahr mit Meid als Produzenten-Duo zusammen. Der wirkte zu dieser Zeit bereits bei Produktionen für Künstler wie Samy Deluxe, Absolute Beginner, Fettes Brot oder Ferris MC mit.
Ein erster größerer Erfolg stellte sich 2003 mit dem Stück Young Love (Topless) ein, der auch auf Musiksendern wie VIVA lief. Dieser Track wurde später auch von Boris Dlugosch remixt und war bei einem Coca-Cola-Werbespot in Skandinavien zu hören. Die Vocals zum Track trug Ridha eher unfreiwillig bei. Die für die erste Auskopplung gebuchte Sängerin erschien nicht im Studio und so sang er den Text selbst ein. Das Duo gehört auch zu den Acts der Microsoft-Kampagne Brand New Artists.
Im Jahr 2004 erschien das Debüt-Album Colorz, das mit einigen Gast-Features wie dem US-Amerikaner Kimo Green oder Ms Marx aufwartete. Zwei Jahre später erschien das zweite Album Restless.
Das Duo löste sich 2007 auf, da Rhida eine Solokarriere starten wollte. Seitdem tritt er unter dem Pseudonym Boys Noize auf.